# Deutsche Kriegsgräberstätte Pordoi
Die Deutsche Kriegsgräberstätte Pordoi (italienisch Cimitero militare tedesco del Passo Pordoi) befindet sich beim Pordoijoch in den Dolomiten in Italien. Hier sind 8.582 Gefallene des Ersten Weltkriegs und 849 des Zweiten Weltkriegs beigesetzt.

## Lage
Die Kriegsgräberstätte liegt an der Großen Dolomitenstraße von Bozen nach Cortina d’Ampezzo oberhalb des Pordoijochs.

## Geschichte
Im Ersten Weltkrieg standen sich in den Dolomiten zwischen 1915 und 1917 österreichisch-ungarische, deutsche und italienische Truppen dicht gegenüber. Die Soldaten starben nicht ausschließlich durch Kampfhandlungen, sondern vielfach auch durch Kälte und Schnee.
Die Kriegsgräberstätte am Pordoijoch war ein direktes Ergebnis des 1937 zwischen dem Deutschen Reich und dem Königreich Italien abgeschlossenen Kriegsgräberabkommens. Mit dem Bau der Gedenkstätte wurde noch 1937 begonnen. Bei Ausbruch des Zweiten Weltkrieges 1939 waren die Arbeiten allerdings nicht abgeschlossen und wurden dann eingestellt. 1956 nahm man sie wieder auf, und am 19. September 1959 wurde die Gedenkstätte schließlich eingeweiht.

## Architektur

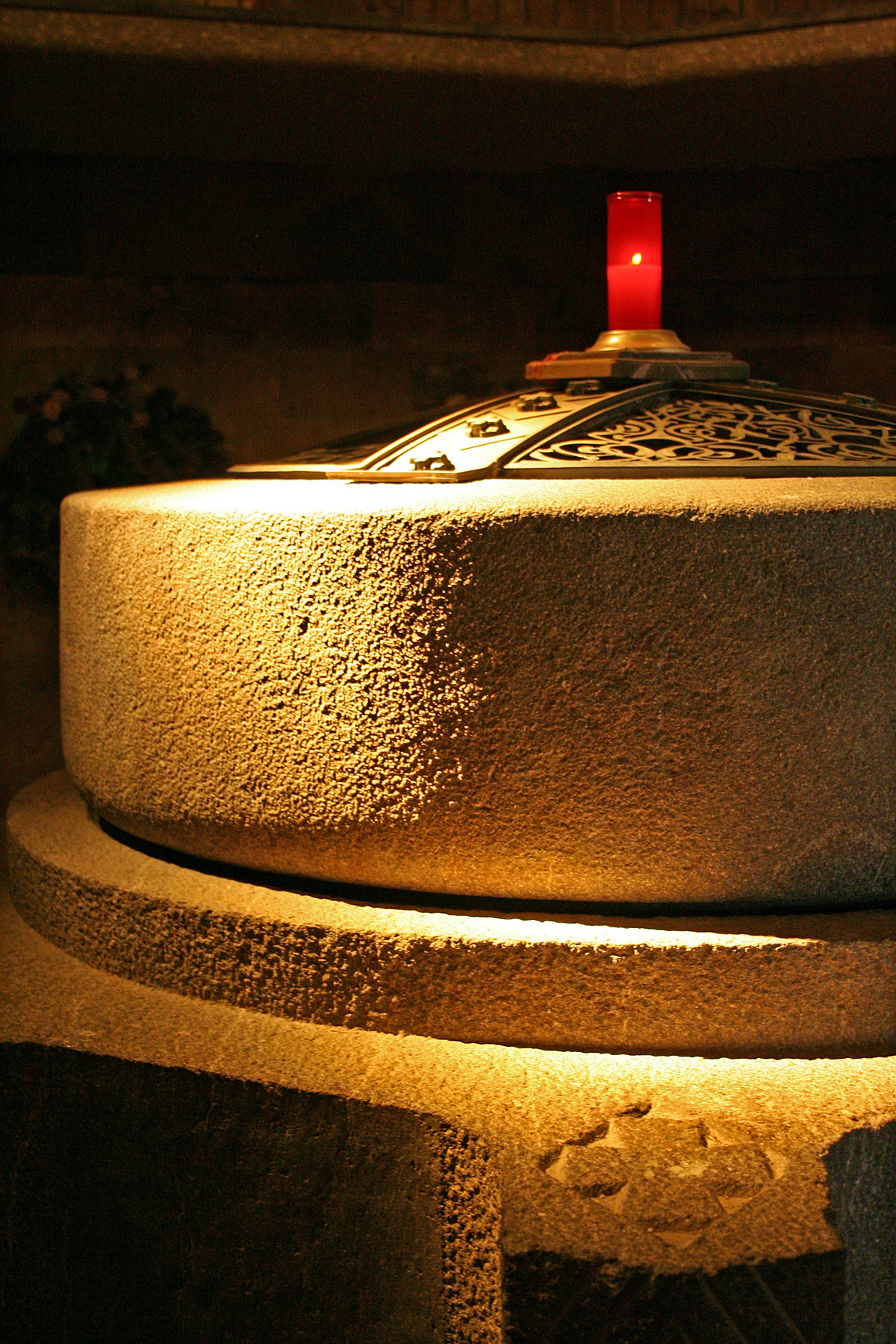
Deutsche Kriegsgräberstätte Pordoi: Muschelkalk-Schale in der Mitte des Mausoleums

Die Krypta ist ein achteckiger Bau. Durch je drei schmale Scharten an jeder der Wände fällt Licht ins Innere. In der Mitte steht eine Schale aus Muschelkalk. In der Krypta ruhen 8.582 österreichische und deutsche Tote des Ersten Weltkrieges.
Unmittelbar um die Krypta ist eine fünf Meter hohe Rundmauer errichtet mit einem Durchmesser von 30 Metern. Im Erdreich einer weiteren äußeren Rundmauer mit einem Durchmesser von 54 Metern ruhen in einem 8,5 Meter breiten Erdring 849 Tote des Zweiten Weltkrieges.
Der Bau gilt in seiner Erscheinung als „bellizistisch anmutende Landmarke“ und wurde in der Literatur wie folgt charakterisiert: „Als mächtige Totenburg verkörpert der Zentralbau nationales symbolisches Kapital der Trauer und atmet den nekrophilen Geist männlich-militärischen Schweigens samt seiner christlichen Überformung“.

## Museum
Ein Museum auf dem nahegelegenen Pordoijoch zeigt anhand von Fundstücken und Fotografien die Beschwerlichkeiten und Grausamkeiten, denen die Soldaten insbesondere im Gebirgskrieg ausgesetzt waren. Ausgestellt sind Uniformen, Waffen und Gegenstände des täglichen Lebens.